# Macaca sinica
El macaco de Sri Lanka (Macaca sinica) es una especie de primate catarrino de la familia Cercopithecidae. Endémico de Sri Lanka, se encuentra en peligro de extinción, principalmente por la pérdida de su hábitat natural.

## Subespecies

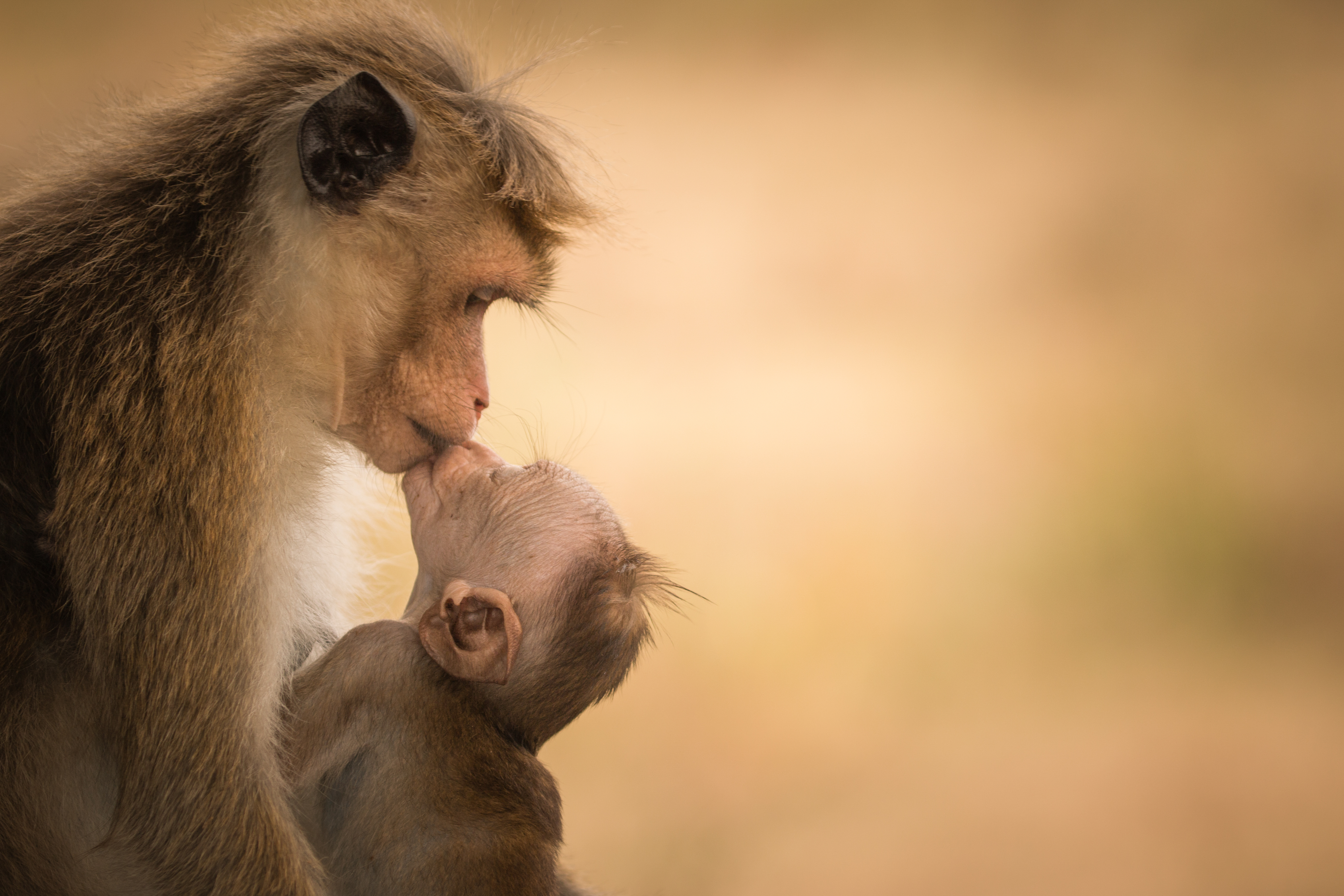
Dos ejemplares de Macaca sinica

Se reconocen tres subespecies:
- Macaca sinica aurifrons
- Macaca sinica opisthomelas
- Macaca sinica sinica